# Sportzentrum Im Kleinen Felde

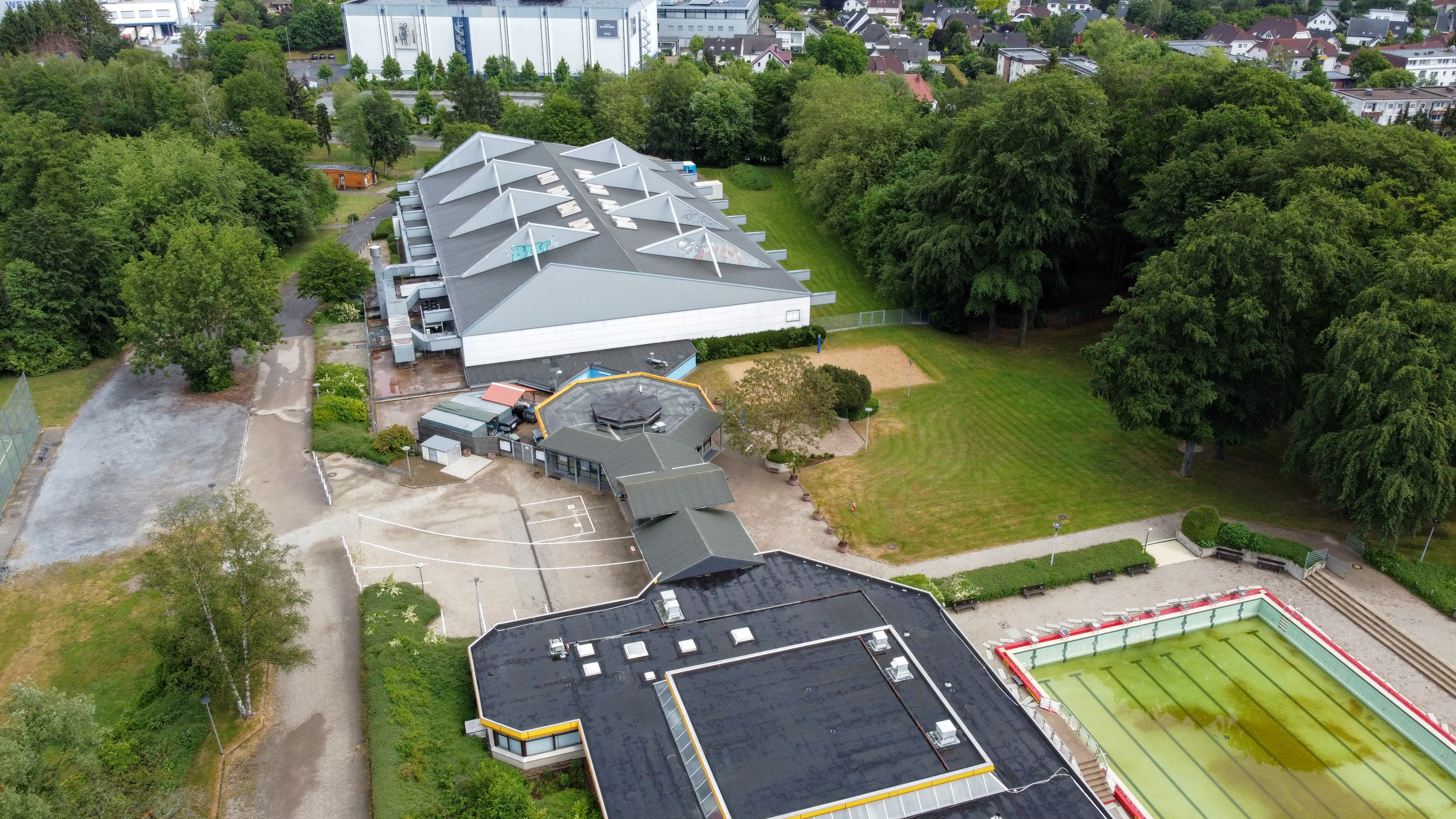
Sportzentrum Im Kleinen Felde

Im Sportzentrum Im kleinen Felde in der ostwestfälischen Stadt Herford in Nordrhein-Westfalen liegen mehrere eigenständige Sport- und Freizeiteinrichtung dicht beieinander. Es besteht aus einem Freibad, einer Eishalle, einer Schießanlage und einer Freizeitsportanlage. Die ersten Anlagen wurden 1980 im Bereich eines ehemaligen Ziegeleigeländes eröffnet.

## Lage
Die verschiedenen Einrichtungen liegen an einer Stichstraße, die vom Westring aus erreichbar ist. Gegenüber der Stichstraße mündet die Straße „Im Kleinen Felde“, nach der das Sportzentrum und die einzelnen Sportstätten benannt wurden. An der Ecke Westring/Im Kleinen Felde befindet sich der Parkplatz für die Sportanlagen und dahinter das Gelände der Bekleidungsfirma Brax.

## Freibad
Das Freibad hat ein 50-Meter-Becken, ein Nichtschwimmer-Becken mit Wasserrutsche sowie Liegewiesen unter altem Baumbestand. Neben dem Nichtschwimmer-Becken liegt der Kleinkindbereich mit den Wasserspielzeugen. Das Beach-Volleyballfeld steht den Gästen jederzeit zur Verfügung.
Das Wasser des Freibades wird im Sommer mit derselben Anlage beheizt, mit der im Winter das Eis der Eishalle gefroren wird. Da beide Einrichtungen nie gleichzeitig geöffnet sind, kann die Kühl- und Heizanlage somit über einen langen Zeitraum im Jahr betrieben werden.

## Eishalle

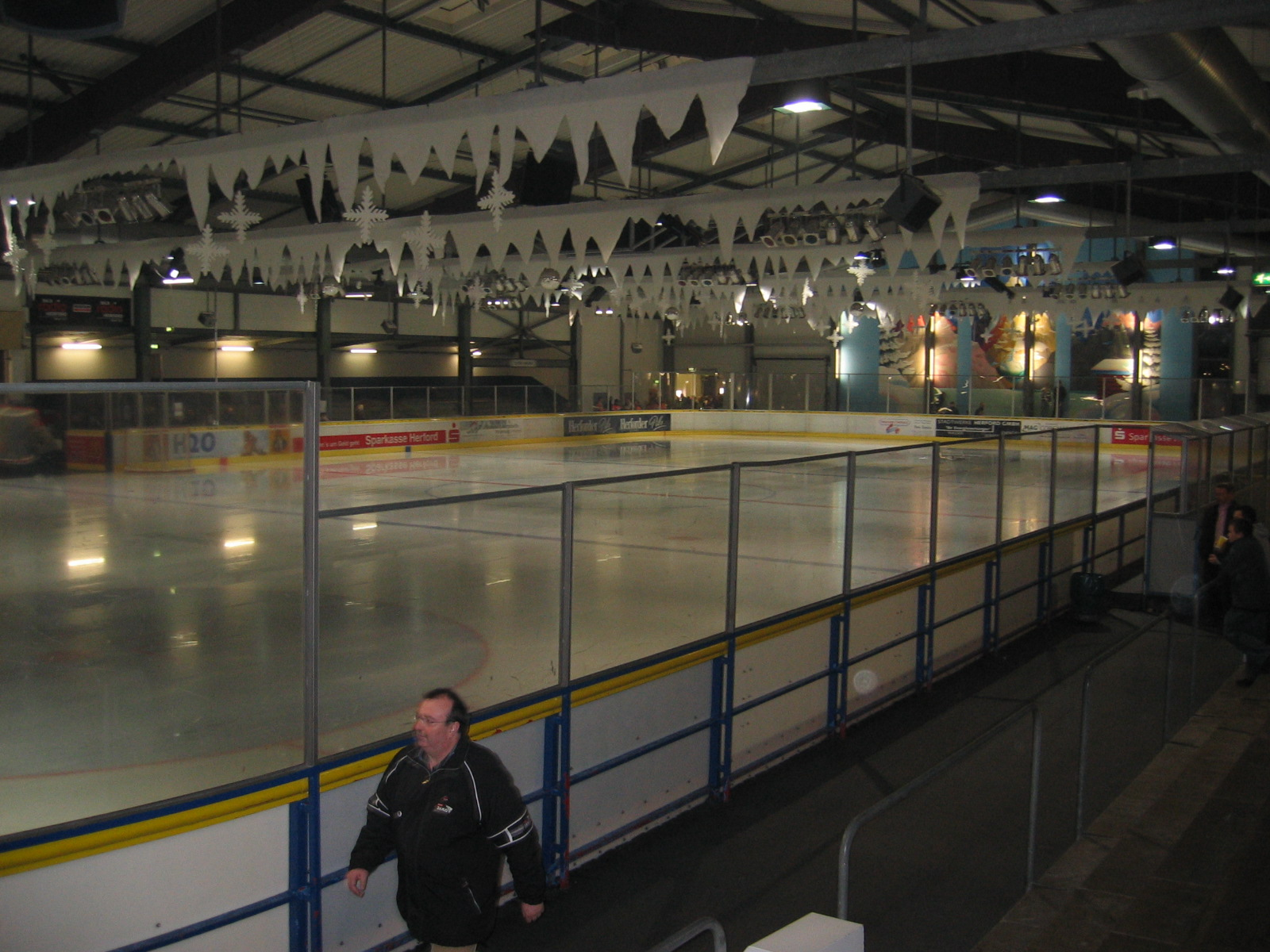
Eishalle „Im Kleinen Felde“

Die Eishalle wurde wie das Freibad im Jahre 1980 eröffnet. Ursprünglich hatte das Stadion ein Zeltdach und war nach drei Seiten offen. Bereits vor der Eröffnung wurde die Herforder Eislauf-Gemeinschaft (HEG) gegründet, die mit ihrem Eishockey-Verein die Heimspiele in dem Eisstadion austrug. In den späten achtziger Jahren erlebte das Stadion seine Blütezeit, als regelmäßig bis zu 4.000 Zuschauer die Spiele verfolgten. Damit gehörte die Herforder EG zu den zehn Eishockeyvereinen mit dem höchsten Zuschauerschnitt der Region.
Da sich einige Anwohner über den Lärm beschwerten, wurde die Stadionkapazität auf 800 beschränkt. 1988 wurde die Zuschauerbeschränkung auf 1.000 Zuschauer erhöht. Im Jahr 2000 wurde über der Eislauffläche eine Halle errichtet. Seitdem hat die Halle ein Fassungsvermögen von ca. 2.000 Plätzen, es gibt keine Sitzplätze. Seit Beginn der Saison 2007/08 herrscht in der Halle striktes Rauchverbot.
Nachdem die Herforder Eislauf-Gemeinschaft 1994 Konkurs angemeldet hatte, wurde ein neuer Verein mit dem Namen Herforder Eishockeyclub (HEC) gegründet, der 2004 ebenfalls wegen Insolvenz aufgelöst wurde. Seitdem spielt dort der Herforder Eishockey Verein (HEV), der sich den Beinamen „Ice Dragons“ (Eisdrachen) gegeben hat. 
Neben dem Eishockey gibt es weitere Angebote wie Eislaufen, Eislaufkurse, Eisstockschießen und Eisdisco. Außerdem stehen ein Schlittschuhverleih und eine Gaststätte zur Verfügung.

## Stadtwerke Herford
Seit 1994 werden das Freibad und die Eishalle von der Freizeiteinrichtungen Stadtwerke Herford GmbH (FSH GmbH), einer Tochtergesellschaft der Stadtwerke Herford betrieben, die auch das Freizeitbad H2O und das Freibad in Herford-Elverdissen betreiben.

## Weitere Sportanlagen
Innerhalb der Anlagen der Eishalle gibt es eine Schießanlage, die vom Schützenverein Herford-Radewig genutzt wird. In der Nachbarschaft gibt es eine Freizeitsportanlage mit einem Kunstrasen-Kleinspielfeld, einem Asphalt-Kleinspielfeld und einer Streetbasketball-Anlage.